# Salix caspica
Salix caspica ist eine Pflanzenart aus der Gattung der Weiden (Salix) innerhalb der Familie der Weidengewächse (Salicaceae). Das natürliche Verbreitungsgebiet reicht vom europäischen Teil Russlands bis Ostsibirien und in den Westen Chinas.

## Beschreibung

### Vegetative Merkmale
Salix caspica ist ein großer Strauch mit Wuchshöhen bis zu 5 Metern. Die Borke ist grau. Die Rinde der relativ dünnen Zweige ist gelblich und glänzend. Die Knospen sind etwa 5 Millimeter lang und spitz.
Die wechselständig an den Zweigen angeordneten Laubblätter sind in Blattstiel und Blattspreite gegliedert. Der Blattstiel ist 3 bis 5 Millimeter lang und kahl. Die einfache Blattspreite ist bei einer Länge von 5 bis 8 Zentimeter sowie einer Breite von 4 bis 5 Zentimetern linealisch-lanzettlich oder linealisch mit keilförmiger Basis, lang zugespitzt und ganzrandig. Beide Blattseiten sind gleich gefärbt, anfangs leicht filzig behaart und später kahl. Die hinfälligen Nebenblätter sind linealisch.

### Generative Merkmale
Die Blütenstände sind lang zylindrische, beinahe sitzende, dichtblütige, und an der Basis hinfällig belaubte Kätzchen. Die Blütenstandsachse ist filzig behaart. Die Tragblätter sind bräunlich, fein behaart mit stumpfer Spitze. Männliche Blüten haben zwei Staubblätter, verwachsene und an der Basis daunig behaarte Staubfäden und gelbe Staubbeutel. Weibliche Blüten haben einen eiförmig-konischen, dicht filzig behaarten, beinahe sitzenden Fruchtknoten. Der Griffel ist sehr kurz, die Narbe kopfig.
Salix caspica blüht in Xinjiang schon vor dem Blattaustrieb von April bis Mai und die Früchte reifen in Xinjiang im Juni.
Die Chromosomenzahl beträgt 2n = 38.

## Vorkommen
Das natürliche Verbreitungsgebiet reicht vom europäischen Teil Russlands über Armenien, Kasachstan und die Mongolei bis nach Ostsibirien und in den westlichen Teil des chinesischen Xinjiang. Sie wächst in offenen Wäldern entlang von Flüssen.

## Systematik
Salix caspica ist eine Art aus der Sektion Helix in der Gattung der Weiden (Salix) innerhalb der Familie der Weidengewächse (Salicaceae). Die Erstveröffentlichung erfolgte 1788 durch Peter Simon Pallas. Das Artepitheton caspica verweist auf das Verbreitungsgebiet am Kaspischen Meer.

## Verwendung
Salix caspica wird zur Stabilisierung von Böschungen und sandigen Untergründen gepflanzt. Aus den Zweigen werden Körbe geflochten.

## Nachweise